# Grått lövfly
Grått lövfly, Caradrina selini är en fjärilsart som beskrevs av Jean-Baptiste Boisduval 1840. Grått lövfly ingår i släktet Caradrina och familjen nattflyn, Noctuidae.  Arten är reproducerande och har livskraftiga (LC) populationer i både Sverige och i Finland. Fyra underarter finns listade i Catalogue of Life, Caradrina selini djebli Rungs, 1972, Caradrina selini forsteri Boursin, 1939, Caradrina selini mairei Draudt, 1909 och Caradrina selini selinoides Bellier de la Chavignerie, 1862.

## Bildgalleri

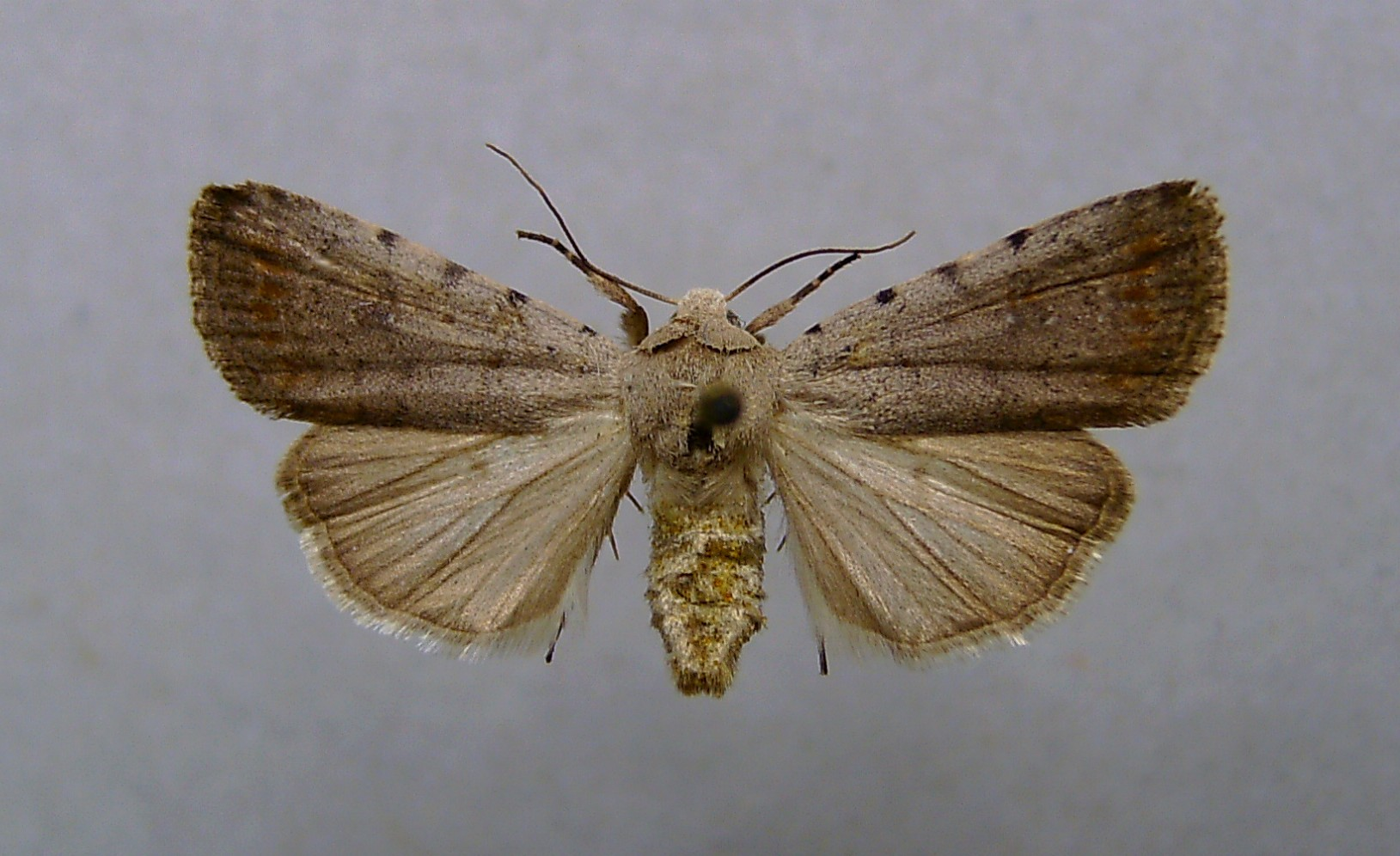
Preparerad (uppnålad) imago fjäril
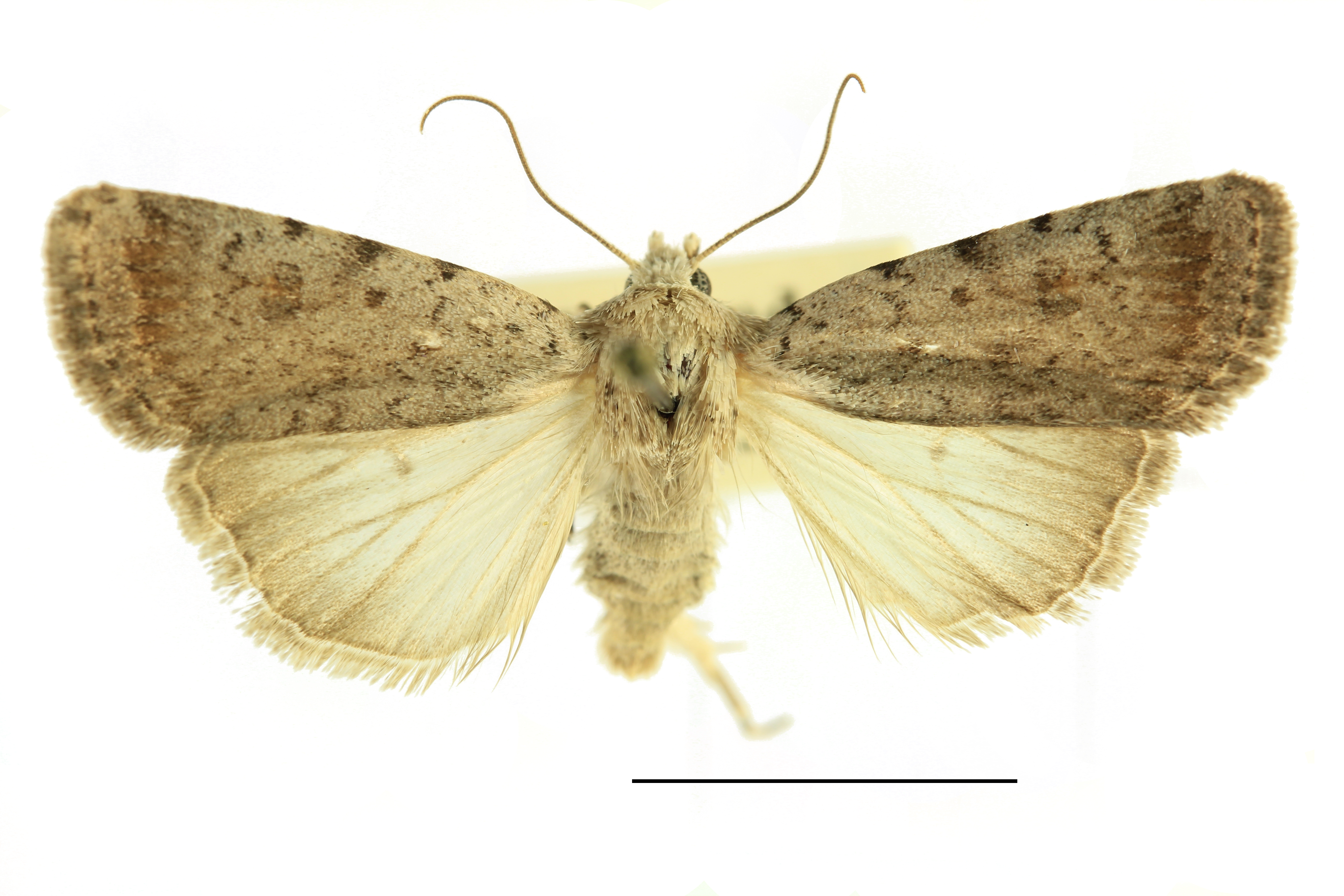
Preparerad (uppnålad) imago fjäril